# 以实玛利

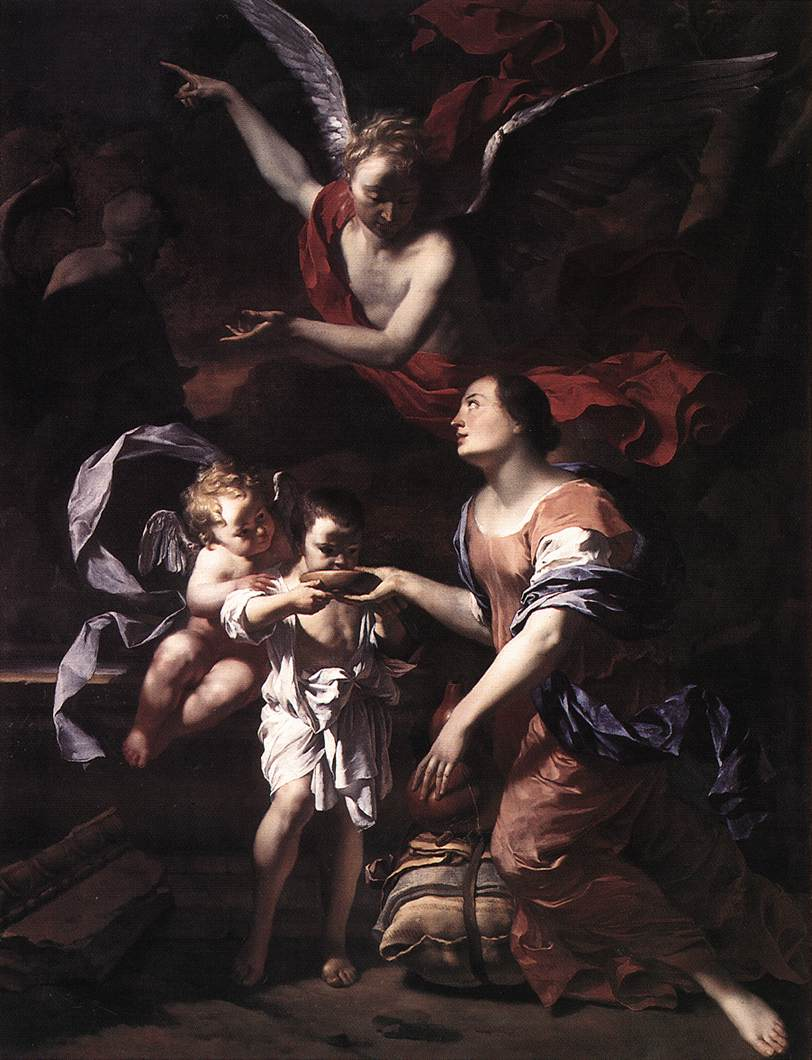

以實瑪利（希伯來語：יִשְׁמָעֵאל‎），基督新教譯作以實瑪利；天主教譯作依市瑪耳；伊斯兰教譯作易斯馬儀、易司馬儀、伊斯梅爾、司马义，按照塔纳赫与古蘭經记载。

## 猶太教中的以實瑪利
在犹太教的《希伯来圣经》或称《塔纳赫》中，以实玛利是亚伯拉罕的使女夏甲所生的兒子，上帝對他的預言是「為人必像野驢。他的手要攻打人，人的手也要攻打他；他必住在眾弟兄的東邊，後裔極其繁多甚至不可勝數。」（《塔纳赫﹒创世纪-16》）
因夏甲在生下以實瑪利後輕視撒拉，撒拉更要求亞伯拉罕趕走夏甲母子。後來以實瑪利住在曠野，成為弓箭手，受上帝應許成為大國的祖先。日後的阿拉伯人即為以實瑪利的後代，希伯來人則是以撒的後代。

## 伊斯兰教的以实玛利
以实玛利的来历与犹太教中的说法相同，伊斯兰教的宣道者穆罕默德曾以阿拉伯人為以实玛利后裔的理由，同當時的猶太拉比證明自己的先知身分。学者发现有人把穆罕默德的祖先追溯到尼拜约，也有人追溯到基达。